# Kizilbasj

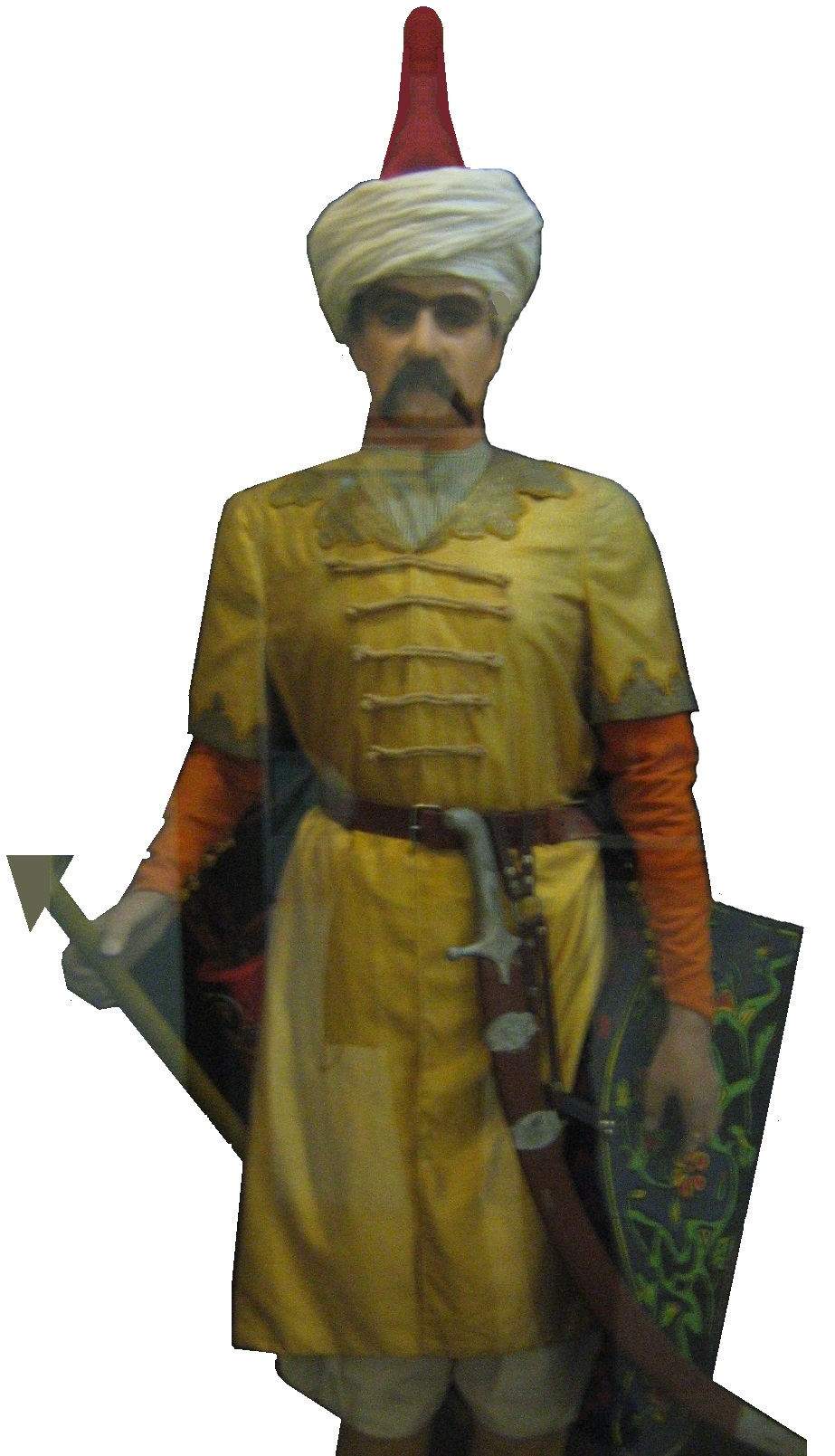
Soldaat van de Kizilbasj

Kizilbasj (Qizilbash), (Kızılbaş, uitspraak: kzl'bash) Azerbeidzjaans : Qizilbaşlar) is in Afghanistan en Iran de benaming voor een bevolkingsgroep in Afghanistan, Iran, Turkije en omstreken. In het Ottomaanse Rijk was het een benaming voor de alevieten. De Kizilbasj zijn overwegend sjiieten. De Kizilbasj spraken Azerbeidzjaans Turks, zoals de Safawieden.
De benaming Kizilbasj is van oorsprong Turks en betekent 'roodhoeden' of 'roodhoofden', naar de rode hoofddeksels die de Kizilbasj droegen. Tegenwoordig wordt de term alleen gebruikt voor aanhangers van het alevitisme. 